# Sanner GmbH
Die Sanner GmbH ist ein deutsches Unternehmen für die Herstellung von Kunststoff-Primärverpackungen und Komponenten für pharmazeutische Anwendungen, vornehmlich für die Bereiche Pharma, Medizintechnik und Healthcare und gehört zu den Weltmarktführern für Trockenmittelverpackungen.

## Geschichte
Das Unternehmen wurde 1894 als Friedrich Sanner Korkschneiderei und -handlung von Friedrich Sanner gegründet.
In den 1960er Jahren brachte Sanner den ersten Trockenmittelverschluss auf den Markt. Durch diesen Verschluss war es möglich, zu verpackende Produkte mit Hilfe von Trockenmitteln langfristig vor Feuchtigkeit zu schützen und so gleichbleibende Qualität zu sichern. Sanner entwickelte dieses System weiter (Patentschrift DE 1216518). Inzwischen hält Sanner weltweit über 100 Patente.
Das Unternehmen beschäftigt an den Standorten Bensheim (Deutschland), Kunshan (China), Shanghai (China), Budapest (Ungarn), Wilder/Kentucky (USA), Pune (Indien), Jakarta (Indonesien) und Kirchheim (Frankreich) insgesamt rund 550 Mitarbeiter.
Jährlich werden bei dem Unternehmen über vier Mrd. Kunststoffteile produziert. In der vierten Generation des familiengeführten Unternehmens wird ein Umsatz von rund 85 Mio. EUR erwirtschaftet.
Im Jahr 2011 wurde die Friedrich Sanner GmbH & Co. KG zur Sanner GmbH umfirmiert. Im Rahmen der Rechtsnachfolge trat die Sanner GmbH in alle bestehenden Verträge der GmbH & Co. KG ein.

## Produkte
Die Hauptproduktgruppen von Sanner sind Pharmaverpackungen mit Trockenmittel, Teststreifenverpackungen, Brausetablettenverpackungen sowie Verpackungen und Komponenten für die Medizintechnik (Engineered Product Solutions). Eine weitere Stärke des Unternehmens liegt im Bereich Engineered Packaging Solutions mit der Entwicklung und Fertigung von kundenindividuellen Pharmaverpackungen für Medizinprodukte.

## Auszeichnungen
- 2009 Deutscher Verpackungspreis für einen Automatikdosierer für flüssige Medikamente[9]
- Aufnahme in den Weltmarktführer-Index 2018 für Trockenmittel-Primärverpackungen der Universität St. Gallen mit der Akademie Dt. Weltmarktführer und dem Medienpartner Wirtschaftswoche[10]